# ABECOR
La Corporación de Bancos Asociados de Europa, Associated Banks of Europe Corporation o ABECOR fue fundada en 1972 en Bruselas por ABN AMRO y otros tres bancos para mejorar las operaciones bancarias en Europa. La asociación más tarde consistió en los nueve bancos:
- Banque Nationale de Paris
- Barclays
- Banca Nazionale de Lavoro
- Dresdner Bank
- Algemene Bank Nederland
- Beyerische Hypotheken und Wechsel Bank
- Bank Brussel Lambert
- Banque Internationale du Luxembourg
- Österreichische Länderbank

Con más de $ 200 mil millones en activos, se suponía que era un importante club bancario en Europa, su principal legado era un centro de capacitación conjunto.
En general, la asociación no estuvo a la altura de las expectativas de sus bancos miembros, a excepción de los economistas, que intercambiaron ideas de forma regular e intensiva y pudieron acceder a bases de datos y análisis importantes. Los bancos descubrieron que cuando intentaban proyectos conjuntos, la mayoría a menudo era detenida por una minoría obstinada.
Sin embargo, un logro duradero de la cooperación de ABECOR resultó ser ABIN, el centro de capacitación conjunta en Bad Homburg, Alemania, donde se ofrecieron seminarios especializados con los ejecutivos subalternos de los miembros.

## =Bibliografía
- Manfred Pohl, ed. (1994). Handbook on the history of the European Bank (en inglés). Edward Elgar. p. 752. ISBN 9781852789190.
- Cassis, Youssef (2010). Capitals of Capital: The Rise and Fall of International Financial Centres 1780-2009. . Cambridge University. ISBN 9780521144049.
- Itschert, Jorg; Ul-Haq, Rehan (2003). International Banking Strategic Alliances (en inglés). Londres: Palgrave Macmillan. ISBN 9781403937629.

- Datos: Q4650292